# Маркелов, Иван Иванович
Иван Иванович Маркелов (10.08.1929 — 23.10.2009) — монтёр-спайщик строительно-монтажного управления «Мостелефонстрой» Министерства связи СССР, Герой Социалистического Труда.

## Биография
Родился 10 августа 1929 года в Московской области.
В 1945 г. поступил на работу в Московское строительно-монтажное управление (СМУ) треста «Союзтелефонстрой», созданное для послевоенного восстановления линий связи (с 1950 года СМУ № 9 треста «Мостелефонстрой»).
Участвовал в строительстве крупнейших московских автоматических телефонных станций (АТС) и руководил монтажом линейных сооружений на сложных и ответственных участках. Так, в Юго-Западном районе Москвы возглавляемая им комплексная бригада участвовала в строительстве 9 районных АТС общей ёмкостью 83 тысячи номеров.
Участвовал в работах по созданию комплекса всех видов связи на Центральном стадионе имени В. И. Ленина («Лужники») (1956), в обеспечении связи во время Всемирного фестиваля молодёжи и студентов в Москве (1957), в строительстве линий связи Кремлёвского Дворца съездов (1961).
Его бригада постоянно выполняла нормы выработки на 180—190 процентов, причём только с хорошим и отличным качеством, одной из первых освоила монтаж и симметрирование высокочастотных кабелей в диапазоне до 550 килогерц. Внедрил методы монтажа, которые позволили намного сократить сроки работ и досрочно сдать в эксплуатацию более 1000 километров важных магистральных кабелей, сэкономить большое количество монтажных материалов.
Указом Президиума Верховного Совета СССР от 18 июля 1966 года за выдающиеся успехи, достигнутые в выполнении задания семилетнего плана по развитию средств связи, телевидения и радиовещания, присвоено звание Героя Социалистического Труда.
До выхода на пенсию работал в СМУ-9 треста «Мостелефонстрой» прорабом и старшим прорабом.
Жил в Москве. Умер 23 октября 2009 года.